# Cyphonococcus
Cyphonococcus är ett släkte av insekter. Cyphonococcus ingår i familjen ullsköldlöss.
Kladogram enligt Catalogue of Life:
| Cyphonococcus | \| \| Cyphonococcus alpinus \| \| \| \| \| \| Cyphonococcus furvus \| \| \| \| \| \| Cyphonococcus iceryoides \| \| \| \| |
|               | \| \| Cyphonococcus alpinus \| \| \| \| \| \| Cyphonococcus furvus \| \| \| \| \| \| Cyphonococcus iceryoides \| \| \| \| |
|               | Cyphonococcus alpinus |
|               | |
|               | Cyphonococcus furvus |
|               | |
|               | Cyphonococcus iceryoides                                                                                                  |
|               | |